# Semmai
Semmai è un singolo del cantautore italiano Giorgio Poi, pubblicato il 13 ottobre 2017.

## Tracce
Testi e musiche di Giorgio Poi.
1. Semmai – 3:03